# Rakudo
Rakudo es un compilador de Raku para MoarVM y la Máquina virtual Java, que implementa la especificación Raku. Es actualmente el principal compilador de Raku en desarrollo activo.
Desarrollado originalmente dentro del proyecto Parrot, su repositorio de código fuente fue dividido para este nuevo proyecto en febrero de 2009 para que pudiera ser desarrollado de forma independiente. De todas formas, en este momento sigue manteniendo muchas dependencias. Rakudo está escrito en C, Raku, y la implementación resumida de Raku NQP (Not Quite Perl).

Rakudo Perl #14 fue lanzado en febrero de 2009, nombre de código Vienna, como el grupo de Perl mongers que patrocinó a uno de los desarrolladores desde abril de 2008. Subsecuentes publicaciones han utilizado nombres de código basados en nombres de grupos de los Perl mongers.
La primera y principal publicación de una distribución, tanto del compilador como de módulos (denominada "Rakudo *" o "Rakudo Star") se publicó el 29 de julio de 2010.

## Nombre
El nombre de "Rakudo" para el compilador de Raku se sugirió al principio por parte de Damian Conway. "Rakudo" es la forma corta de "Rakuda-dō" (con una larga 'o'; 駱駝道), que es la forma japonesa de "Camino del Camello". "Rakudo" (con una breve 'o'; 楽土) también significa "paraíso" en japonés.
El término " Rakudo " se eligió para ayudar a diferenciar entre el nombre de la implementación ("Rakudo") del nombre de la especificación del lenguaje ("Raku"): cualquier implementación que pase el conjunto de test oficial podrá llamarse a sí mismo “Raku”. Existen actualmente diversas implementaciones en varios niveles de maduración, de los cuales solo Rakudo implementa Raku de forma completa, y NQP para un subconjunto de Raku.